# レッドタートル ある島の物語
『レッドタートル ある島の物語』（レッドタートル あるしまのものがたり、原題：The Red Turtle、仏題：La Tortue rouge）は、2016年の日本・フランス・ベルギーのアニメーション映画。監督はマイケル・デュドク・ドゥ・ヴィット。
アニメ制作会社のプリマ・リネア・プロダクションズ（フランス）がアニメーション制作を、同じくアニメ制作会社のスタジオジブリ（日本）、ベルビジョン（ベルギー）が製作を担当する。

## 概要
日本、フランス、ベルギーの3か国による合作映画である。スタジオジブリにとっては初の国外との共同製作による作品であり、オランダ出身のアニメーション作家、マイケル・デュドク・ドゥ・ヴィットが監督を務める。この他、フランスの映画監督・脚本家、パスカル・フェランが脚本を担当し、高畑勲がアーティスティックプロデューサーとして製作に携わっている。
第69回カンヌ国際映画祭にてある視点部門特別賞を受賞し、第44回アニー賞ではインデペンデント最優秀長編作品賞を受賞するなど、多数の賞に輝いている。第41回トロント国際映画祭においては、ディスカバリー部門に出品した。
なお、ジブリ映画は冒頭にトトロの横顔を描いたブルースクリーンのロゴを映してから開始するのが恒例であるが、本作では2012年11月17日に公開された『ヱヴァンゲリヲン新劇場版:Q』の同時上映である『巨神兵東京に現わる 劇場版』に続きレッドスクリーンになっている。

## ストーリー
プロローグ
嵐で大荒れになった海に放り出され、今にも溺れそうな1人の男がいた。男はかろうじて近くにあった小舟につかまり、九死に一生を得る。
序盤
男が目を覚ますと、そこはウミガメやカニ、鳥たちが暮らすほかは、特に何もない無人島だった。男は島からの脱出を試み、竹で作ったいかだで海に出るが、何者かによりいかだを壊され、島に戻らざるを得なくなる。その後、再び作ったいかだで海に出た男だが、またも壊されてしまう。
絶望的な状況に陥った男は、死んだアシカを見つけると、その皮で腰布を作り、またも島からの脱出を決意。だが、巨大ないかだを作って海に出た男の前に、赤い大きなウミガメが現れる。直後、いかだが三たび壊されると、男はそれを赤いウミガメのしわざだと思い込み、島に戻る。
浜辺で赤いウミガメを見つけた男は、激しく怒りがこみ上げてきて、ウミガメの脳天を木の棒でなぐった上で、体をひっくりかえし、そのまま数日放置してしまう。すると赤いウミガメは動かなくなり、死んだようになって、男は後悔する。
中盤
そんなある日、赤いウミガメの腹の部分がパカッと割れ、残った甲羅の中に意識のない1人の女が現れた。男は、正体も分からないその女を、ざんげの思いを込めて、必死に看病する。数日後、女は目覚め、裸を恥じらう女に男が「自分の衣服」をさりげなく差し出したことなどを経て、いつしか2人は恋に落ちる。
数年後、無人島には、息子が生まれ、幸せな生活を送る3人家族の姿があった。ある日、島に漂着したびんを見つけた息子は、父親が砂に描いた島の外の絵を見せられる。息子は、外の世界に興味津々な様子。
終盤
息子も成長した数年後、突然津波が島を襲う。津波に飲み込まれた3人だが、なんとか再会を果たした。その後、津波で失くしたびんを発見した息子は、外の世界へ旅立つことを決意する。翌日、両親と別れを惜しみつつ、3匹のウミガメと共に島を出ていった。
そして、島に残った男と女は年を取り、ある日、男は月を見ながら静かに天国へと旅立つ。残された女は悲しみ、男の手をなでると赤いウミガメの姿に戻って、海へと帰っていった。

## 登場人物
本作に登場する人物については、いずれも名前は明かされていない。また、台詞もなく、叫び声や呼吸音などのボイスは存在するが、演じた人物については公表されていない。
- 男
- 女
- 息子

## 製作
本作の企画は2006年に始まった。プロデューサーのヴァンサン・マラヴァルはスタジオジブリ本社を訪問しドゥ・ヴィットの作品『岸辺のふたり』を紹介した際、宮崎駿からドゥ・ヴィットに会わせて欲しいという要望を受けていた。マラヴァルはこれに対し、会わせるのは難しいと答えたものの、宮崎は「もしスタジオジブリが海外のアニメーション作家をプロデュースする時は、彼(ドゥ・ヴィット)を選ぶ」と言ったという。後に鈴木敏夫がドゥ・ヴィットの起用に関する正式なオファーを出し、マラヴァルらプロデューサーはイギリスにいるドゥ・ヴィットの元を訪ね、映画の製作を打診した。ドゥ・ヴィットは当初この企画に乗り気ではなかったが、スタジオジブリが製作に加わることを話したところ興味を持ち、2015年、本作の監督に就任した。ドゥ・ヴィットはスタジオジブリ本社のある東京都小金井市に一時転居してシナリオと絵コンテを完成させ、高畑勲らのチェックを受けた後、フランスに移って本格的な製作に取りかかった。本作はジブリの長編作品では初の全編セリフ無しとなった。ドゥ・ヴィットはこの作品を通じて、「人間性を含めた自然への深い敬意、そして平和を思う感性と生命の無限さへの畏敬の念を伝えたい」と語っている。日本では2016年4月14日に本作のポスタービジュアルが公開された。キャッチコピーは『どこから来たのか どこへ行くのか いのちは？』。

## スタッフ
- 監督・脚本・原作：マイケル・デュドク・ドゥ・ヴィット[2]
- 脚本：パスカル・フェラン
- 製作：鈴木敏夫、ヴァンサン・マラヴァル、パスカル・コシュトゥ、グレゴワール・ソルラ、ベアトリス・モーデュイ
- アーティスティックプロデューサー：高畑勲
- 製作総指揮：ヴァレリー・シェルマン、クリストフ・ヤンコヴィッチ
- プロダクションマネージャー：タンギー・オリヴィエ
- ストーリーボード：マイケル・デュドク・ドゥ・ヴィット
- 編集：セリーヌ・ケレピキス
- 現像：IMAGICA
- 音楽：ローラン・ペレス・デル・マール
- キャラクター開発：マイケル・デュドク・ドゥ・ヴィット、エマ・マッキャン、トニ・マンギュアル・リヨベット、カロリーヌ・ピオション
- 背景：マイケル・デュドク・ドゥ・ヴィット、ジュリアン・ドゥ・マン
- アニメーションスーパーバイザー：ジャン＝クリストフ・リー
- レイアウトスーパーバイザー：エリック・ブリシュ
- 背景スーパーバイザー：ジュリアン・ドゥ・マン
- コンポジットスーパーバイザー：ジャン＝ピエール・ブシェ、アルノー・ボワ
- 特殊効果スーパーバイザー：ムールド・ウシド
- サウンドスーパーバイザー：ブリュノ・セズネック
- サウンドデザイン：アレクサンドル・フルーラン、セバスティアン・マルキー
- 音響効果：フロリアン・ファーブル
- アニメーション制作：プリマ・リネア・プロダクションズ
- 製作：スタジオジブリ、ワイルドバンチ、ホワイノット・プロダクションズ、アルテフランス・シネマ、CN4プロダクションズ、ベルヴィジョン・スタジオ、日本テレビ放送網株式会社、電通、博報堂DYメディアパートナーズ、ウォルト・ディズニー・ジャパン、三菱商事株式会社
 、東宝
- 配給：ワイルドバンチ（海外）、東宝（日本）

## 公開
フランスでは2016年5月11日より開催される第69回カンヌ国際映画祭のある視点部門における初上映の後、6月29日に一般公開された。
日本では9月17日に公開された。初動の興行収入は3300万円で、週末興行収入ランキングではトップ10にランクインしなかった。米ソニー・ピクチャーズ クラシックスの配給で、アカデミー賞ノミネート資格を得るための限定公開後、翌2017年1月20日からアメリカで一般公開された。

## 作品の評価

### 映画批評家によるレビュー
Rotten Tomatoesによれば、批評家の一致した見解は「『レッドタートル ある島の物語』はスタジオジブリの称賛すべき遺産に加わった美しくアニメーション化された作品であり、その一見シンプルにも見えるストーリーは美しいビジュアルと同じくらい十分に魅力的な物語性を誇っている。」であり、164件の評論のうち高評価は93%にあたる153件で、平均して10点満点中8.09点を得ている。Metacriticによれば、32件の評論のうち、高評価は30件、賛否混在は2件、低評価はなく、平均して100点満点中86点を得ている。

### 受賞歴
| 年   | 賞                           | 賞                           | 結果       |
| ---- | ---------------------------- | ---------------------------- | ---------- |
| 2016 | 第69回カンヌ国際映画祭       | ある視点部門・特別賞         | 受賞       |
| 2016 | ロサンゼルス映画批評家協会賞 | アニメ映画賞                 | 次点       |
| 2017 | 第44回アニー賞               | 長編インディペンデント作品賞 | 受賞       |
| 2017 | 第44回アニー賞               | 監督賞                       | ノミネート |
| 2017 | 第44回アニー賞               | 音楽賞                       | ノミネート |
| 2017 | 第44回アニー賞               | 脚本賞                       | ノミネート |
| 2017 | 第44回アニー賞               | 視覚効果賞                   | ノミネート |
| 2017 | 第89回アカデミー賞           | 長編アニメ映画賞             | ノミネート |

## BD / DVD
2017年3月17日にBD (VWBS-8782) とDVD (VWDZ-8782) が発売された。

## テレビでの放送
2018年1月1日（1月2日未明）に、日本テレビ系列『映画天国』枠にて地上波初放送された。スタジオジブリ制作の長編アニメーション作品が「金曜ロードショー」枠以外で放送されるのは異例のことであり、テレビスペシャルとして1993年5月5日に放送された『海がきこえる』以来である（劇場用映画に限れば1988年4月2日に放送された『天空の城ラピュタ』の初回放送以来）。
2019年4月1日（4月2日未明）に2回目の放送となったが、この時も『金曜ロードSHOW!』枠ではなく『映画天国』枠での放送だった。このことから、当作はジブリ映画の作品群の中では『金曜ロードショー』枠では放送されない例外的な作品である模様。理由は、現在では廃れてしまったサイレント映画という非常に特殊なジャンルゆえに物語が難解になってしまっていることがゴールデンタイムでは受け入れられにくいためであると考えられる。なお、その『映画天国』が2021年3月22日（3月23日未明）の放送を最後に定期放送を終えて不定期放送に移行したため、今後は地上波で放送される可能性は低いと考えられる。
| 回数 | 番組名（放送枠名） | 放送日       | 放送時間      | 放送分数 | 視聴率 | 備考                                     |
| ---- | ------------------ | ------------ | ------------- | -------- | ------ | ---------------------------------------- |
| 1    | 映画天国           | 2018年1月1日 | 25:59 - 27:49 | 110分    | 1.1%   |                                          |
| 2    | 映画天国           | 2019年4月1日 | 25:59 - 27:59 | 120分    | 1.4%   | 巨神兵東京に現わる 劇場版 TV版を同時放映 |

- 視聴率はビデオリサーチ調べ、関東地区・世帯・リアルタイム。
- 深夜枠での放送という要素もあるが、1回目の放送である2018年1月1日放送分で記録した視聴率1.1%は歴代ジブリ作品のテレビ放送時の視聴率としては最低記録である。